# Ichneumon didymus
Ichneumon didymus là một loài tò vò trong họ Ichneumonidae.